# Freedom Air
Freedom Air var ett lågpris-flygbolag från Auckland, Nya Zeeland, mellan åren 1995 och 2008. De flög reguljärpassagerartrafik på sträckor från Nya Zeeland till Australien och Fiji och charter-resor inom Nya Zeeland. I mars 2008 blev företaget uppköpt av Air New Zealand.

## Historik
Företaget grundades 1995 med målet att erbjuda lågpris-avgångar mellan Australien och Nya Zeeland och började verksamheten med en Boeing 757. 2004 hade företaget fem Boeing 737-300 och flög direkt till de Australiensiska städerna Brisbane, Gold Coast, Sydney och Melbourne från Auckland, Wellington, Christchurch, Dunedin och Palmerston North. Man gjorde också ett försök att trafikera större rutter inom Nya Zeeland men gav upp det för att koncentrera sig på den verksamheten man redan hade.